# FAQs
FAQs (tj. Často kladené otázky) je americký hraný film z roku 2005, který režíroval Everett Lewis podle vlastního scénáře. Film vypráví příběh skupiny mladých lidí na okraji společnosti v západním Hollywoodu. Snímek měl světovou premiéru na Mezinárodním gay a lesbickém filmovém festivalu ve Filadelfii 16. července 2005.

## Děj
India si potřebuje vydělat peníze a proto točí pornofilm. Ovšem producent ho ošidí a místo peněz mu podstrčí rozstříhané noviny. Na ulici na něj zaútočí dva muži a při útěku narazí na drag queen Destiny. Ta zažene pistolí útočníky, jednomu z nich sebere bundu a Indiemu nabídne, aby bydlel u ní, než si najde vlastní bydlení. V domě potká mladou transsexuálku Lester, o kterou se Destiny také stará. Druhý den se India od Destiny dozví jméno režiséra a chce ho zabít, ale pouze ho vystraší s pistolí. Destiny má přítele Vica, který pracuje jako policista. Destiny, Indie a Lester potkávají na ulici Spencera, který vytváří graffiti. Přijmou ho do své rodiny. Druhý den ráno India objeví ve Spencerově batohu rozbušku. Spencer mu řekne, že má v plánu vyhodit do povětří své rodiče, kteří jsou zrovna ve městě. India se ho snaží odradit, ale Spencer je přesvědčen o tom, že bomba je jediný způsob, jak se pomstít rodičům. India a Spencer v bundě útočníka najdou jeho adresu a sledují ho. India mu bundu vrátí. Guy přiznává, že je gay a je zamilovaný do svého spolubydlícího Quentina a odstěhuje se od něj. Quentin se chce zastřelit, protože je taky gay a nechce si to přiznat. Guy se nastěhuje k Destiny. Quentin přijde do bytu k Destiny, kde najde Guye v posteli s Indiem a Spencerem. Řekne Guyovi, že ho miluje.

## Obsazení
| Joe Lia         | India      |
| Allan Louis     | Destiny    |
| Lance Lee Davis | Spencer    |
| Adam Larson     | Guy        |
| Josh Paul       | Quentin    |
| Arthur Roberts  | pornoherec |
| Minerva Vier    | Lester     |
| Vince Parenti   | Vic Damone |
| Tara Nova       | Matinee    |